# 卢恰诺·马吉斯特雷利
卢恰诺·马吉斯特雷利（義大利語：Luciano Magistrelli，1938年2月14日—2011年12月19日），意大利男子足球运动员，司职前锋。他曾代表意大利国奥队参加1960年夏季奥林匹克运动会足球比赛，获得第四名。